# Jaume Aguadé Mestres
|  | No s'ha de confondre amb Jaume Aiguader i Miró. |

Jaume Aguadé Mestres (Reus, 19 d'abril de 1834 -17 de març de 1908) va ser un polític català defensor de la República Federal
Era apoderat i home de confiança de la senyora Amàlia Bové, persona de gran prestigi, influència i posició econòmica. Membre de la Milícia Nacional, Prim, de qui era amic, el va nomenar capità del Batalló de Voluntaris el 1867 i va ser comandant del Batalló de la Milícia de Reus a la guerra carlina. Al dimitir Amadeu I, amb els seus voluntaris va fer incursions pel Camp al crit de «Visca la República».

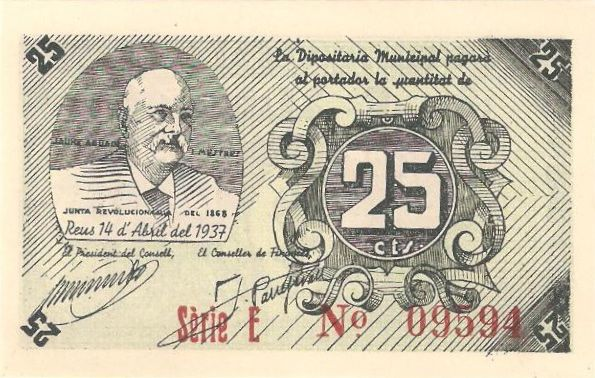
Bitllet del Consell Municipal de Reus de 1937 amb la imatge de Jaume Aguadé Mestres, signat per l'alcalde Ramir Ortega i dibuixat per Josep Ferré Revascall

Seguidor d'Estanislau Figueras, de qui era amic personal, va ser un destacat membre del republicans federals reusencs. A Reus hi havia dues tendències republicanes federals, reflex de les del moment a l'estat espanyol: per una banda els seguidors de Figueras, encapçalades per Jaume Aguadé, que eren anomenats «republicans del camí de Salou o de Donya Amàlia», perquè es reunien en un cafè d'aquest lloc i Jaume Aguadé era apoderat de la senyora Amàlia Bové, i també els deien els de «la poca roba» perquè la majoria de components eren teixidors de cotó, obrers de fàbriques reusenques, i pagesos. El segon grup de federals, i el més nombrós, era el dels partidaris de Castelar, guiats per Josep Güell i Mercader, que tenia La Redención del Pueblo com a premsa pròpia, estava format per membres de la classe mitjana, botiguers, artesans i comerciants i es reunien al Cafè de l'Estivill. A la revolució de 1868 es van produir aldarulls a Reus el 30 de setembre, i es van cremar algunes cases de representants de l'alta burgesia. Davant la fugida de l'alcalde Víctor Roselló, un grup de persones van ocupar l'ajuntament i nomenaren una comissió gestora, que es transformà en Junta Revolucionària provisional, amb l'aclamació de milers de persones que omplien la plaça del Mercadal. El president d'aquesta Junta Revolucionària va ser Jaume Aguadé, el vicepresident Josep Maria Pàmies i Güell i Mercader i Antoni Soler, secretaris. La seva primera disposició va ser la publicació del Boletín Oficial de la Junta Revolucionaria de Reus, un periòdic portaveu de les decisions polítiques que es prendrien. Convocades eleccions, es van presentar unides les dues tendències federals, i tornà a sortir Jaume Aguadé com a president de la Junta Revolucionària definitiva. Dissoltes les juntes revolucionàries pel govern de Madrid a finals de 1868, Jaume Aguadé es negà a dissoldre la reusenca i optà, amb la connivència de Güell, per seguir com a president de la Junta i ser alhora alcalde. Sota el seu mandat es va instaurar el matrimoni civil a Reus i va promoure l'enderrocament del convent de les monges carmelites situat al que ara és la plaça de Prim, cosa que permeté després la construcció del Teatre Fortuny. També va aconseguir la reobertura del Centre de Lectura. A les eleccions de 1869 va ser elegit alcalde, però dimití al no acceptar la dissolució de la Junta. Va seguir activament la lluita política militant al Partit Republicà Democràtic Federal. El 1881, quan es va intentar reorganitzar aquest partit, va participar activament en un dinar d'homenatge que s'oferí a Tarragona a Estanislau Figueras i en la seva visita a Reus, i formà part, junt amb Josep Maria Morlius, d'un Comitè Democràtic Federal. El 1886 era membre d'una Junta Mixta, coalició per a les eleccions, que agrupava federals i republicans conservadors. El 1887 formava part de la Societat de Lliurepensadors de Reus, on, entre d'altres, hi havia Joan Montseny, Cristobal Litrán i Josep Mercadé. A la seva mort, el periòdic El Consecuente, portaveu del Partit Radical, li va dedicar una necrològica.